# Litoria sibilus
Litoria sibilus — вид жаб з родини райкових (Hylidae). Описаний у 2024 році.

## Етимологія
Видова назва sibilus перекладається з латини як «свист».

## Поширення
Ендемік Австралії. Поширений лише на острові Кенгуру.

## Опис
Належить до надвидової групи Litoria ewingii. Його можна діагностувати від усіх інших членів групи L. ewingii за комбінацією таких ознак: розмір тіла дорослої особини 25–34 мм для самців і 28–43 мм для самиць; помірно міцна статура; подушечки ширші ніж пальці рук (середнє значення Fin3W/Fin3DW = 0,6) і пальці ніг (середнє значення Toe4W/Toe4DW = 0,7); перетинки на руках залишаються рудиментарними, але відносно добре розвинені на стопах (поширюються на 1-й підсуглобовий горбок на 4-му пальці); задній край стегна оранжево-рожевий, зазвичай з малюнком з темних плям і вкраплень, іноді гладкий; темні плями або вкраплення в паховій області зазвичай відсутні, іноді одна пляма може бути прямо на стику стегна та тіла.